# Dynamo moyeu

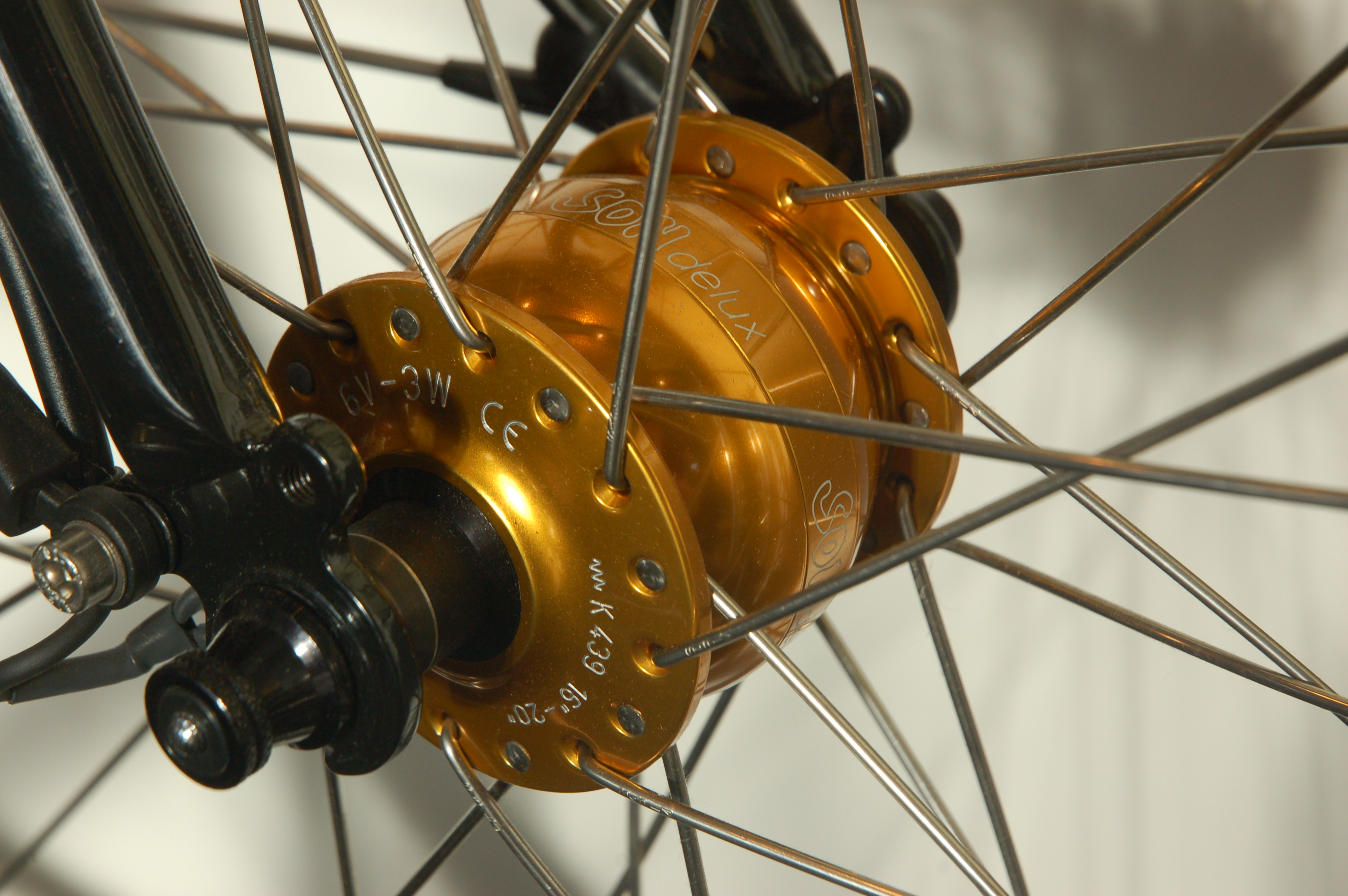
SON

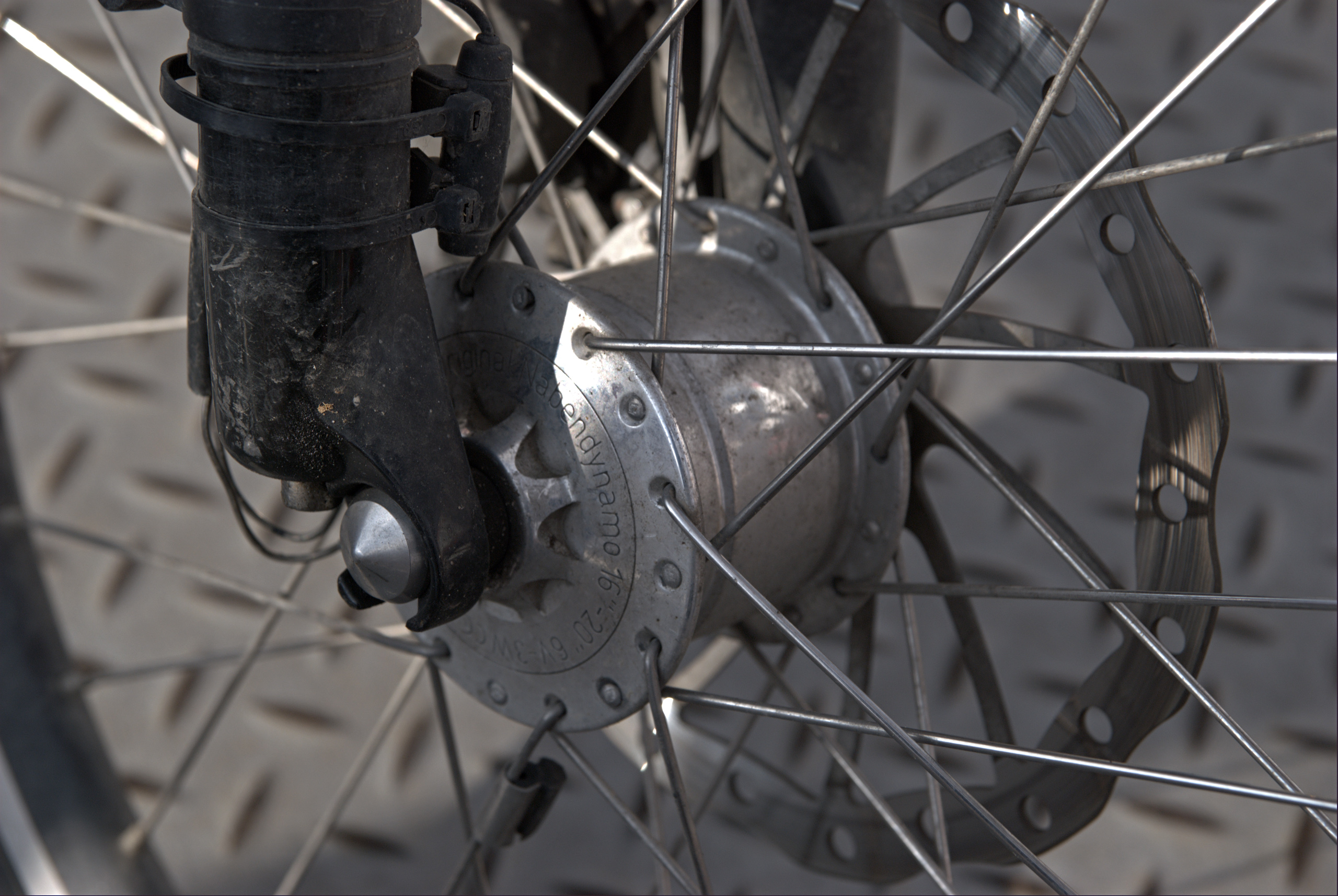
Schmidt-Nabendynamo

Une dynamo de moyeu est un générateur électrique situé dans le moyeu d'une roue de vélo utilisé généralement pour alimenter l'éclairage d'une bicyclette. La plupart des dynamos moyeu actuelles produisent 3 watts à 6 volts, certaines allant jusqu'à 6 watts à 12 volts.
Les premiers modèles ont été construits par la société Sturmey-Archer dans les années 1930-1970. Bien que comparables en efficacité aux dynamos bouteilles, leur coque en acier était lourde, et la production fut arrêtée dans les années 1980.
Le courant est généré par la rotation de la roue, sans qu'il existe de frottements entre la roue et la dynamo (système d'aimants tout comme les moteurs de vélos à assistance électrique), comme dans le cas de la dynamo bouteille. Il existe toutefois une légère résistance au roulement, qui est dépendante de la qualité des modèles.
Outre la quasi-absence de frottements, la dynamo moyeu n'est pas sensible à la pluie ou la neige, qui occasionnent une perte de rendement sur les dynamos bouteille. Elle permet également un éclairage puissant à faible vitesse, et à certains phares d'atteindre les 100 Lux, ce qui est la limite haute  de ce que peut alimenter un vélo sans assistance électrique. Enfin, la dynamo moyeu n'ayant pas d'interrupteur, elle peut permettre au phare de s'allumer automatiquement dès que la luminosité baisse grâce à un détecteur de luminosité, ou d'utiliser des feux diurne.
Il est courant de relier la dynamo de moyeu à un chargeur USB, les meilleurs couples dynamo moyeu-chargeur USB permettent d'alimenter un smartphone à partir de 12 km/h, les modèles moins performants ne commencent à charger qu'à partir de 20 km/h ce qui est insuffisant sur un vélo de voyage et tout autre vélo chargé ou peu rapide.
Il existe des dynamos de moyeu conçues pour les vélos à petites roues (20 pouces et moins), telle que la SonDelux et les Shimano 1,5 W. Ces dynamos ont beaucoup moins de résistance au roulement montées sur des roues plus grandes (700c) et on les trouve sur les vélos en recherche de performance mais n'ayant pas besoin de beaucoup de puissance.
Les principaux constructeurs de dynamos de moyeu sont Shimano, Schmidt Original Nabendynamo (en) (SON), Shutter Precision, Sanyo.